# Superliga kosowska w piłce nożnej mężczyzn (2024/2025)
Superliga e Kosovës 2024/2025 (oficjalnie znana jako ALBI MALL Superliga ze względów sponsorskich) 26. edycja rozgrywek ligowych najwyższego poziomu piłki nożnej mężczyzn w Kosowie.
Brało w niej udział 10 drużyn, które w okresie od 10 sierpnia 2024 do maja 2025 rozegrały 36 kolejek meczów.
Sezon zakończył baraż o miejsce w przyszłym sezonie w Superlidze.
Obrońcą tytułu była drużyna Ballkani.
Mistrzostwo po raz czwarty w historii zdobyła drużyna Drita.

## Drużyny
| Uczestnicy poprzedniej edycji                                                                                 | Uczestnicy poprzedniej edycji | Uczestnicy poprzedniej edycji | Uczestnicy poprzedniej edycji |
| --- | ----------------------------- | ----------------------------- | ----------------------------- |
| BAL | Ballkani                      | 1                             |                               |
| LLA | Llapi Podujevo                | 2                             |                               |
| DRI | Drita Gnjilane                | 3                             |                               |
| MAL | Malisheva                     | 4                             |                               |
| PRI | Prishtina                     | 5                             |                               |
| GJI | Gjilani                       | 6                             |                               |
| DUK | Dukagjini                     | 7                             |                               |
| po barażach                                                                                                   |                               |                               |                               |
| FRN | Feronikeli Glogovac           | 8                             |                               |
| Awans z Liga e Parë                                                                                           |                               |                               |                               |
| SUH | Suhareka                      | 1 (A)                         |                               |
| FZJ | Ferizaj                       | 1 (B)                         |                               |
| Oznaczenia: - kolumna pierwsza – skróty nazw drużyn, - kolumna trzecia – miejsce zajęte w poprzednim sezonie. |                               |                               |                               |

## Tabela
| Lp. | Drużyna        | M  | Z  | R  | P  | B+ | B– | +/– | Pkt | Kwalifikacja lub spadek                         |
| --- | -------------- | -- | -- | -- | -- | -- | -- | --- | --- | ----------------------------------------------- |
| 1   | Drita (M)      | 36 | 22 | 8  | 6  | 57 | 24 | +33 | 74  | Liga Mistrzów UEFA • I runda kwalifikacyjna     |
| 2   | Ballkani       | 36 | 17 | 11 | 8  | 61 | 39 | +22 | 62  | Liga Konferencji UEFA • II runda kwalifikacyjna |
| 3   | Malisheva      | 36 | 14 | 11 | 11 | 43 | 39 | +4  | 53  | Liga Konferencji UEFA • I runda kwalifikacyjna  |
| 4   | Gjilani        | 36 | 13 | 12 | 11 | 48 | 47 | +1  | 51  |                                                 |
| 5   | Ferizaj        | 36 | 14 | 8  | 14 | 42 | 47 | −5  | 50  |                                                 |
| 6   | Prishtina (P)  | 36 | 11 | 15 | 10 | 42 | 36 | +6  | 48  | Liga Europy UEFA • I runda kwalifikacyjna       |
| 7   | Dukagjini      | 36 | 13 | 9  | 14 | 35 | 45 | −10 | 48  |                                                 |
| 8   | Llapi (B, O)   | 36 | 12 | 11 | 13 | 42 | 41 | +1  | 47  | baraż o utrzymanie                              |
| 9   | Suhareka (S)   | 36 | 12 | 7  | 17 | 47 | 59 | −12 | 43  | spadek do Liga e Parë                           |
| 10  | Feronikeli (S) | 36 | 3  | 6  | 27 | 24 | 64 | −40 | 15  | spadek do Liga e Parë                           |

## Wyniki
| Gospodarz \ Gość | BAL | DRI | DUK | FRZ | FRN | GJI | LLA | MAL | PRI | SUH | BAL | DRI | DUK | FRZ | FRN | GJI | LLA | MAL | PRI | SUH |
| ---------------- | --- | --- | --- | --- | --- | --- | --- | --- | --- | --- | --- | --- | --- | --- | --- | --- | --- | --- | --- | --- |
| Ballkani         |     | 2–3 | 2–0 | 4–0 | 3–1 | 3–3 | 2–1 | 1–0 | 1–0 | 1–0 |     | 1–1 | 1–0 | 2–1 | 3–0 | 1–0 | 0–1 | 3–2 | 1–1 | 3–1 |
| Drita            | 1–0 |     | 2–0 | 3–1 | 2–1 | 1–1 | 3–1 | 2–1 | 3–0 | 4–2 | 2–0 |     | 0–1 | 2–0 | 4–1 | 4–0 | 1–0 | 2–0 | 2–0 | 2–0 |
| Dukagjini        | 0–0 | 0–2 |     | 1–0 | 2–1 | 2–1 | 1–0 | 1–3 | 0–1 | 2–2 | 0–5 | 1–1 |     | 3–1 | 2–1 | 0–0 | 3–1 | 1–0 | 0–0 | 1–1 |
| Ferizaj          | 1–1 | 1–2 | 2–1 |     | 2–1 | 3–1 | 0–1 | 1–1 | 1–3 | 0–1 | 2–3 | 2–1 | 2–1 |     | 2–1 | 2–2 | 2–1 | 1–0 | 1–0 | 3–1 |
| Feronikeli       | 1–4 | 0–0 | 0–2 | 0–1 |     | 0–3 | 0–2 | 1–1 | 1–0 | 3–1 | 3–3 | 0–1 | 1–0 | 0–1 |     | 2–3 | 0–3 | 0–0 | 0–1 | 1–3 |
| Gjilani          | 1–1 | 1–0 | 1–2 | 1–2 | 2–0 |     | 2–1 | 0–1 | 2–1 | 1–1 | 2–1 | 0–0 | 1–1 | 1–0 | 1–0 |     | 2–3 | 0–0 | 1–1 | 3–0 |
| Llapi            | 0–0 | 1–0 | 0–0 | 1–1 | 2–2 | 1–1 |     | 0–1 | 1–1 | 3–0 | 1–1 | 1–0 | 3–1 | 1–1 | 1–0 | 0–1 |     | 0–0 | 1–1 | 2–0 |
| Malisheva        | 3–2 | 0–0 | 2–1 | 1–1 | 0–0 | 2–1 | 2–1 |     | 1–3 | 2–2 | 3–1 | 1–0 | 1–1 | 3–2 | 1–0 | 4–1 | 1–3 |     | 1–0 | 1–2 |
| Prishtina        | 1–1 | 1–1 | 3–0 | 1–0 | 2–0 | 2–2 | 3–2 | 0–0 |     | 0–0 | 1–0 | 3–3 | 0–1 | 0–0 | 2–1 | 1–2 | 0–0 | 2–2 |     | 2–2 |
| Suhareka         | 0–2 | 1–2 | 3–1 | 0–0 | 2–0 | 3–2 | 4–0 | 1–3 | 2–1 |     | 2–2 | 1–2 | 1–2 | 1–2 | 2–1 | 1–2 | 4–2 | 2–1 | 0–4 |     |

## Baraż o utrzymanie
Llapi Podujevo wygrał w karnych z Vushtrria baraż o miejsce w Superliga e Kosovës na sezon 2025/2026
|  |               |               |                |                |       |           |           |       |
|  | Półfinał      | Półfinał      | Półfinał       |                |       | Finał     | Finał     | Finał |
|  | Półfinał      | Półfinał      | Półfinał       |                |       | Finał     | Finał     | Finał |
|  |               |               |                |                |       |           |           |       |
|  |               |               |                |                |       |           |           |       |
|  | Vushtrria     | Vushtrria     | 3              |                |       |           |           |       |
|  | Vushtrria     | Vushtrria     | 3              |                |       |           |           |       |
|  | Liria Prizren | Liria Prizren | 1              |                |       |           |           |       |
|  | Liria Prizren | Liria Prizren | 1              |                |       | Vushtrria | Vushtrria | 0 (1) |
|  |               |               |                |                |       | Vushtrria | Vushtrria | 0 (1) |
|  |               |               | Llapi Podujevo | Llapi Podujevo | 0 (4) |           |           |       |
|  |               |               |                | Llapi Podujevo | 0 (4) |           |           |       |

| 24 maja 2025 | Vushtrria                                                        | 3:1   | Liria Prizren   |                                                         |
| 16:00 CEST   | Daut Maxhuni 37' · Theophilus Solomon 55' · Urim Statovci 90+11' | (1:1) | 10' Dijar Nikqi | 18 June Stadium, Klina Widzów: 2000 Sędzia: Alban Shala |

| 1 maja 2025 | Vushtrria                                      | 0:0 (pd. k. 1:4)        | Llapi Podujevo                                                       |                                                                               |
| 16:00 CEST  |                                                | (0:0, 0:0, 0:0, k. 1:4) |                                                                      | Stadion im. Fadila Vokrriego, Prisztina Widzów: 8000 Sędzia: Burim Jahmurataj |
| 16:00 CEST  | · Urim Statovci · Besar Iseni · Viktor Angelov | Rzuty karne             | · Arbnor Ramadani · Arianit Hasani · Benjamin Emini · Muhamed Useini | Stadion im. Fadila Vokrriego, Prisztina Widzów: 8000 Sędzia: Burim Jahmurataj |

## Najlepsi strzelcy
| Bramki | Strzelcy         | Drużyna   |
| ------ | ---------------- | --------- |
| 20     | Mevlan Zeka      | Suhareka  |
| 18     | Sunday Adetunji  | Ballkani  |
| 16     | Ardit Tahiri     | Llapi     |
| 13     | Senad Jarović    | Gjilani   |
| 11     | Hekuran Berisha  | Dukagjini |
| 11     | Drilon Hazrollaj | Malisheva |
| 10     | Albert Dabiqaj   | Drita     |
| 10     | Leotrim Kryeziu  | Prishtina |
| 9      | Besnik Krasniqi  | Drita     |
| 8      | Arb Manaj        | Drita     |
| 8      | Queven           | Ballkani  |
| 7      | Bleart Tolaj     | Ballkani  |

Źródło: .